# Lapidario

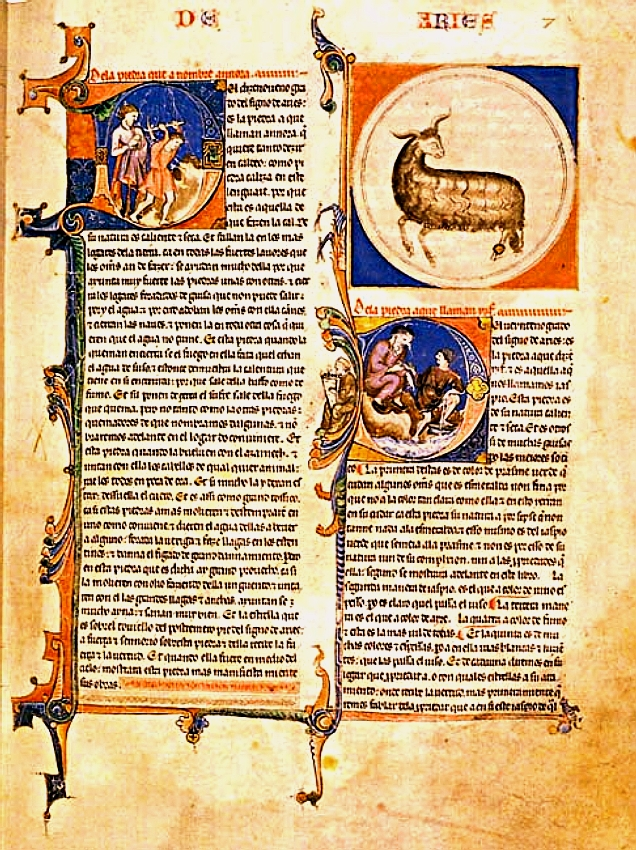
Manuscrito h.I.15 del Lapidario

El Lapidario es un tratado acerca de las propiedades mágicas de las piedras en relación con la astrología. El más conocido es el traducido al castellano por el rey Alfonso X el Sabio, a quien presuntamente se le adjudica el tratado, y redactado hacia 1250, aunque pudo ser traducido de nuevo, enmendado, añadido y reorganizado entre 1276 y 1279.

## El lapidario arábico
Los lapidarios arábicos suelen tener un carácter más mineralógico; a diferencia del lapidario de Alfonso X, el cual además incluye un paradigma astrológico y mágico.
El lapidario más destacado es el de Muhammad Ibn Mansur. Fue escrito en el siglo XII y dedicado al sultán abbasí de Persia. En dicho tratado se describían ciertas características de las piedras: como peso, dureza, variedad, localización, etc. 
También es relevante el tratado de Tafasi, el cual data del siglo XIII y está dividido en 24 capítulos. Se basa en los dictado de Aristóteles y Belinas, por lo que se habla de la generación de cada piedra; además de sus cualidades, precios, variedades y los defectos e imperfecciones que se pueden sufrir a causa de las piedras.

## El lapidario europeo
El libro se constituye en una summa de tratados griegos, helenísticos y árabes recopilados y traducidos, al parecer, por Yehuda ben Moshe ha-Kohen (Yehuda Mosca o «Mosca el Coheneso»), médico real y destacado astrónomo. Este tratado está considerado como el primer manuscrito científico escrito en una lengua romance (lengua castellana).
El Lapidario de Alfonso X, es también de carácter talismánico, ya que las piedras obtienen influencia de la luz de los astros, y debido a esto la piedra obtiene influencia sobre los hombres; además de la relación que obtendrá con los signos zodiacales.
El manuscrito que lo ha transmitido (Ms. h.I.15 de la Biblioteca de El Escorial) está iluminado mediante alrededor de cincuenta miniaturas de animales del zodíaco en un total de 638 ilustraciones e iniciales policromadas, con gran variedad de letras capitales historiadas. En este tipo de tratados medievales de origen árabe (aunque la versión principal original fuese en siríaco, lengua de la familia del idioma arameo del siglo VII) sobre las virtudes curativas y mágicas de las piedras, la astrología desempeñaba un gran papel, pues modificaba las propiedades de estas.
La obra fue ampliada en 1279 con el Libro de las formas e imágenes que están en los cielos, más conocido como Tablas del Lapidario, conservado también en la Biblioteca de El Escorial con la signatura h.I.16.

## Estructura
El Lapidario contiene en realidad cuatro libros distintos, de los cuales el primero se encuentra atribuido a Abolays: según los grados de los signos del zodíaco, las fases de los signos, la conjunción de las planetas y ordenadas por el ABC (es decir, alfabéticamente).
En el Lapidario figuran las reseñas de 360 piedras, tantas como grados del círculo zodiacal, y sus cualidades y utilizaciones farmacológicas.

## Historia
El Lapidario tiene sus orígenes en un texto de Aristóteles, presuntamente apócrifo, que data del siglo IV. Esta influencia es mencionada en el prólogo del Lapidario Alfonsí, ahí se menciona que anteriormente se escribió un libro en el que el filósofo griego nombró setecientas piedras y las describió dando su color, grandeza, virtud y localización.
El Lapidario se divide en cuatro libros, siendo el primero atribuido a Abolays. No se poseen referencias exactas sobre la identidad de Abolays, pero se sabe que es un moro de ascendencia caldea, quien obtuvo el libro por medio de un amigo, el cual le distribuía material del mismo tipo. Sumado al texto que le fue proporcionado, Abolays le adiciono las cualidades de las piedras y la manera en que obran estas por medio de las estrellas de las cuales reciben fuerza y virtud.
En el prólogo del Lapidario Alfonsí, se menciona que fue Abolays quien tradujo la obra del caldeo al arábigo. Después de la muerte de Abolays, el manuscrito original en arábigo, terminó en manos de un judío toledano renuente a dejar con facilidad el libro. Entre 1244 y 1245 ─como parte de la empresa cultural de Alfonso X “el sabio” y su taller de traductores de Toledo─ el manuscrito fue traducido al castellano por Yehuda Mosca, un médico judío, y el clérigo Garcí Pérez.

## Prólogo
"Aristóteles, que fue más cumplido de los otros filósofos, y el que más naturalmente mostró todas las cosas por razón verdadera, y las hizo entender cumplidamente según son, dijo que todas las cosas que son sólo velos se mueven y se enderezan por el movimiento de los cuerpos celestiales, por la virtud que han de ellos, según lo ordenó Dios, que es la primera virtud y donde la han todas las otras. 
Y mostró que todas las cosas del mundo son como trabadas, y reciben virtud unas de otras; las más viles, de las más nobles. Y esta virtud parece en unas más manifiesta, así como en las animalias y en las plantas; y en otras más escondida, así como en las piedras y en los metales. 
Y de éstas hicieron los sabios libros en que dijeron de los cuerpos celestiales que no son compuestos de los cuatro elementos; y eso mismo de los otros que de ellos se componen, así como de animalias, que son todas las cosas vivas que han alma de sentir y de mover. Y otrosí de las plantas que son de los frutos que nacen de la tierra, así como árboles y yerbas."
 Prólogo del Libro de las piedras según los grados de los signos del zodíaco.